# 蒔・センチャイジム
蒔・センチャイジム（マクト・センチャイジム、2003年7月8日 - ）は、日本の男性ムエタイ選手、キックボクサー。センチャイムエタイジム所属。本名：佐藤蒔音。INNOVATIONバンタム級王者。

## 来歴
幼少期は人見知りが激しい性格だった。それを見かねた父親が5歳の頃に近所の空手道場に入門させたのが格闘技に触れるきっかけとなった。小学5年生の頃にセンチャイムエタイジムに入門。アマチュア時代の戦績は、50戦30勝12敗8分。アマではムエタイオープンで45キロ級のベルトを巻いた。プロデビューは2023年12月10日。
2023年12月10日、品川インターシティホールで行われたJAPAN KICKBOXING INNOVATION主催のZ RACING PARTS presents RESISTANCE-14、第2試合にて、BLITZ/真弘館所属の武寛選手と対戦。判定勝利【判定0-2】でプロデビュー戦を飾った。
2024年8月24日、ひがしんアリーナ(墨田体育館)で行われたムエタイオープン48、第8試合にて、キックフルジム所属の石川直樹選手(ISKA K-1ルール世界フライ級王者、元新日本・ジャパンキック同級王者、元スック・ワンキントーン・スーパーフライ級王者)と対戦。判定負け【判定0-3】を喫した。
2025年6月1日、福島県・KNOCK OUT TRAINING CAMP 常葉で行われたKNOCK OUT REBELS SERIES.3、第5試合(メインイベント）にて、京都野口GYM所属の柚子貴選手と対戦。カウンターの右ストレートがクリーンヒットし1R KO勝利。3試合連続KO勝利となった。
2025年7月6日、品川インターシティホールで行われたJAPAN KICKBOXING INNOVATION『RESISTANCE-20』、セミファイナル（第7試合）、INNOVATIONバンタム級王座決定戦で、拳伸ジム所属の翔力選手と対戦。5Rの熱戦を制し、判定勝利【判定0-3】でINNOVATIONバンタム級王者に。

## 戦績
| キックボクシング 戦績 | キックボクシング 戦績 | キックボクシング 戦績 | キックボクシング 戦績 | キックボクシング 戦績 | キックボクシング 戦績 | キックボクシング 戦績 |
| --------------------- | --------------------- | --------------------- | --------------------- | --------------------- | --------------------- | --------------------- |
| 9 試合                | (T)KO                 | 判定                  | その他                | 引き分け              | 無効試合              |                       |
| 7 勝                  | 4                     | 3                     | 0                     | 0                     | 0                     |                       |
| 2 敗                  | 1                     | 1                     | 0                     | 0                     | 0                     |                       |

| 勝敗 | 対戦相手   | 試合結果         | 大会名                                     | 開催年月日     |
| ○    | 翔力       | 0-3【判定勝利】  | RESISTANCE-20                              | 2025年7月6日   |
| ○    | 柚子貴     | 1R KO勝利        | KNOCK OUT REBELS SERIES.3                  | 2025年6月1日   |
| ○    | 前田翔太   | 2R TKO勝利       | K.O CLIMAX 2024                            | 2024年12月30日 |
| ○    | ポンチャイ | 2R KO勝利        | MuayThaiOpen 49                            | 2024年11月9日  |
| ×    | 石川直樹   | 3-0【判定負け】  | MuayThaiOpen 48                            | 2024年8月24日  |
| ○    | 田中頌大   | 0-2【判定勝利】  | KNOCK OUT CARNIVAL 2024 SUPER BOUT “BLAZE” | 2024年6月23日  |
| ○    | 川野龍輝   | 2R KO勝利        | KNOCK OUT 2024 vol.2                       | 2024年4月27日  |
| ×    | ルアポン   | 1R TKO負け       | ONEルンピニー                              | 2024年2月20日  |
| ○    | 武寛       | 0-2 【判定勝利】 | Z RACING PARTS presents RESISTANCE-14      | 2023年12月10日 |